# Río Colorado Airport
Río Colorado Airport är en flygplats i Argentina.   Den ligger i provinsen Río Negro, i den södra delen av landet, 700 km sydväst om huvudstaden Buenos Aires. Río Colorado Airport ligger 79 meter över havet.
Terrängen runt Río Colorado Airport är huvudsakligen platt. Río Colorado Airport ligger nere i en dal. Trakten runt Río Colorado Airport är nära nog obefolkad, med mindre än två invånare per kvadratkilometer.. Närmaste större samhälle är Río Colorado, 4,1 km öster om Río Colorado Airport.
Omgivningarna runt Río Colorado Airport är i huvudsak ett öppet busklandskap.